# Villa Piccolo
La Villa Piccolo est un édifice du XIXe siècle qui se trouve à quelques kilomètres de Capo d'Orlando, une municipalité italienne de la ville métropolitaine de Messine en Sicile. Construite à la fin du XIXe siècle, elle était la demeure de la famille Piccolo, les frères Casimiro Piccolo (baron de Calanovella), Lucio Piccolo et Agata Giovanna  y ont vécu jusqu'à leur mort. Leur mère, la baronne Teresa Mastrogiovanni Tasca Filangeri di Cutò, a vécu avec eux à Villa Piccolo (autrefois appelée Villa Vina) jusqu'à l'année de sa mort en 1954.

## Histoire
La structure originale de la Villa Piccolo a été construite dans les dernières années du XIXe siècle. Au cours de son histoire, la villa a toujours été habitée comme résidence principale par la famille Piccolo dont les principaux personnages sont nés à cet endroit,  parmi lesquels les 3 frères et sœur Casimiro, Lucio et Agata Giovanna. Casimiro Piccolo est un amateur de peinture et de photographie, avec nombre de ses œuvres qui sont exposées dans les locaux de la Maison Musée de la Villa Piccolo. Lucio Piccolo est également un grand amateur d'art, se consacrant principalement à la poésie et dans une moindre mesure, à la musique. Enfin, Agata Giovanna Piccolo, l'aînée des 3, est une experte en botanique. Ils sont les derniers habitants de la villa qui, après leur mort, est transformée en musée Villa Piccolo.